# Lapin à la française
Pour plus de détails, voir Fiche technique et Distribution.
Lapin à la française (French Rarebit) est un cartoon Merrie Melodies réalisé par Robert McKimson en 1951 et mettant en scène Bugs Bunny avec les chefs cuisiniers François et Louie.

## Synopsis
À Paris, en France, un camion de livraison transportant une caisse portant la mention « Carottes des États-Unis » perd accidentellement la caisse, avec Bugs Bunny, après avoir conduit sur une route cahoteuse. Alors que Bugs essaie de savoir où il est, il regarde la rue de la Paix, les Champs-Élysées et la Tour Eiffel, il se rend compte où il est et décide de "se promener sur ce boulevard et de regarder par-dessus les monts et mademoysels" où deux chefs français, Louis et François, veulent tous deux le cuisiner comme un dîner spécial pour leurs restaurants, et leurs deux plats impliquent des lapins. Ils repèrent tous les deux Bugs et, après l'avoir mesuré secrètement alors que Bugs ne regarde pas, tentent de l'attraper. Mais Bugs est déjà sur eux et n'est pas attrapé. Il demande à François ce qu'il a dans la soupière, auquel François dit qu'il a un lapin. Bugs demande s'il pouvait voir le "lapin" et François accepte, mais après cela, Bugs commente, "Hmm... une sorte de bestiole aux oreilles courtes, n'est-ce pas, doc ?" Cela fait que François se rend compte sous le choc qu'il a piégé Louis au lieu de Bugs et accuse Louis d'avoir volé son lapin, ce à quoi Louis répond que le lapin est à lui, auquel François fait remarquer que le lapin est à lui et NON à Louis.
Cela donne à Bugs l'idée parfaite pour tromper les deux chefs pour qu'ils se disputent pour savoir qui le cuisinera, ce à quoi Bugs murmure au public: "Quelle démonstration d'humeur révoltante", jusqu'à ce que François l'emporte. Bugs fait croire à François qu'il a une recette pour "un bon vieux Louisiana Back-bay Bayou Bunny Bordelaise, à la Antoine" du célèbre Antoine de la Nouvelle-Orléans. François demande la recette, ce que Bugs refuse, mais quand François « een-voit », Bugs décide de lui en faire la démonstration. Alors il déguise François en lapin, le trempe dans du vin, le fait mariner et le fourre de tous les ingrédients épicés de la cuisine avant de le mettre dans de la farine et dans un bol de légumes.
Louis entre et demande à Bugs, que Louis confond évidemment avec François, qu'il récupère le lapin jusqu'à ce que François le frappe sur la tête avec un maillet, faisant remarquer à Louis François, qui lui demande s'il attendait Humphrey Bogart, dans le lapin endroit. Louis demande : « Monsieur François ! Wha' Happa' ?! À cela, François lui dit que Bugs connaît la recette du célèbre Antoine, forçant Louis à exiger que Bugs lui montre maintenant la recette. Bugs accepte et lui fait la même routine, puis les place dans un four (identifié sur la porte comme La Four) avec une carotte, qui contient également un bâton de dynamite.
Après l'explosion de la dynamite, les deux chefs maladroits, ayant survécu à l'explosion, chantent allègrement Alouette, ajoutant, avec un cri de joie, "Vive Antoine!" À cela, Bugs fait remarquer alors que le dessin animé se termine : « Personnellement, je préfère le hamboigah. »